# Iharosberény
Iharosberény es un pueblo húngaro perteneciente al distrito de Csurgó, condado de Somogy.

## Superficie
Cuenta con una superficie de 49,66 kilómetros cuadrados.

## Demografía
Hasta 2023 la población era de 1167 habitantes, con una densidad de población de 23,49 habitantes por kilómetro cuadrado.
| Gráfica de evolución demográfica de Iharosberény entre 2018 y 2023 |
|                                                                    |
| Datos según la Oficina Central de Estadística de Hungría.          |